# Alfreda
Alfreda ist ein weiblicher Vorname.

## Herkunft und Bedeutung
Alfreda ist eine weibliche Form zum Vornamen Alfred.

## Namensträgerinnen
- Alfreda Hausner (1927–2019), österreichische Schachspielerin
- Alfreda Markowska (1926–2021), polnische Überlebende des Porajmos
- Alfreda Tamoševičienė (* 1949), litauische Politikerin,  Bürgermeisterin und Vizebürgermeisterin von Telšiai